# Штрейхер, Иоганн Баптист
Иоганн Баптист Штрейхер (3 января 1796, Вена — 28 марта 1871, Вена) — австрийский мастер по изготовлению роялей.

## Биография
Обучался мастерству конструирования роялей у своих небезызвестных родителей, Нанетты и Иоганна Андреаса Штрайхера, и в 1823 г. стал их партнером. Композитор Иоганнес Брамс был рад тому, что имеет рояль от Штрайхера. Однажды он поделился своей привязанностью к этому инструменту в письме Кларе Шуман: «На нем (моем „Штрейхере“) я всегда знаю наверняка, что я пишу, и почему я пишу тем или иным способом». В 1896 г. сын Штрейхера Эмиль продал бизнес братьям Штингл.
Инструмент, который Иоганнес Брамс получил от Штрейхера в 1870 г., и который стоял в его доме до конца жизни композитора, был впервые воссоздан современным мастером Полом Макналти.

#### Записи, сделанные на оригиналах и копиях роялей Штрейхера
1. Бойд Макдональд. Иоганнес Брамс. The piano Miniatures. Записано на рояле Штрейхера 1851 г.
2. Харди Риттнер. Иоганнес Брамс. Complete Piano Music. Записано на рояле Бозендорфер 1846 г. и Штрейхер 1868 г.
3. Александр Огуи, Нил Перез де Коста. Pastoral Fables. Works for cor anglais and pianos. Записано на копии рояля Штрейхера от Пола Макналти